# Flodpärlmussla
Flodpärlmussla (Margaritifera margaritifera) är ett fridlyst sötvattenlevande blötdjur som tillhör klassen musslor. Pärlmusslan har sin främsta utbredning i norra Europa där den lever i rinnande, kalkfattiga och klara vatten. Den kan leva på bottnar av sand, grus eller sten. Musslan har ett mörkbrunt till svart njurformat och kraftigt skal, som hos äldre musslor ofta har en erodering eller ”buckla” på ena sidan. Flodpärlmusslan förväxlas lätt med tjockskalig målarmussla. Flodpärlmusslan har gått starkt tillbaka och är idag utrotningshotad. Stora populationer hittas endast i Kanada, nordvästra Ryssland och i nordöstra Skandinavien.
Flodpärlmusslan är ett av de ryggradslösa djur som blir allra äldst. Individer kan leva i över 100 år och den äldsta funna musslan var 256 år gammal. De lever helt eller delvis nedgrävda på botten av vattendragen och andas genom att dra in vatten genom rör, vars ändar mynnar i öppningen mellan skalen, in till sina gälar. Under inandningen följer små organiska partiklar med vattnet, vilket är musslans föda. 
Det är möjligt att denna filtreringsmekanism renade vattnet till fördel för andra arter där flodpärlmusslan tidigare var mycket vanlig. Arter som kunnat ha fördel av detta är till exempel lax och öring, fiskar som flodpärlmusslan är beroende av för sin fortplantning.
Musslans pärlor bildas då främmande partiklar följer med vattnet in i musslan då den andas och äter. Om musslan då inte kan göra sig av med partikeln så överlagras den med pärlemor från manteln i musslans skal. Pärlfisket förbjöds i Sverige 1994.

## Utbredning och taxonomi
Flodpärlmusslan har sin utbredning på norra halvklotet, främst i de tempererade områdena i Europeiska Ryssland, Skandinavien, Skottland och förmodligen i Kanada. Mindre bestånd finns även i Österrike, Belgien, Tjeckien, Frankrike, Tyskland, Irland, Luxemburg, Polen, Portugal, Spanien och i övriga Storbritannien.
Vissa taxonomer kategoriserar den lokala populationen av flodpärlmussla i Irland som underarten M. m. durrovensis.

## Anatomi

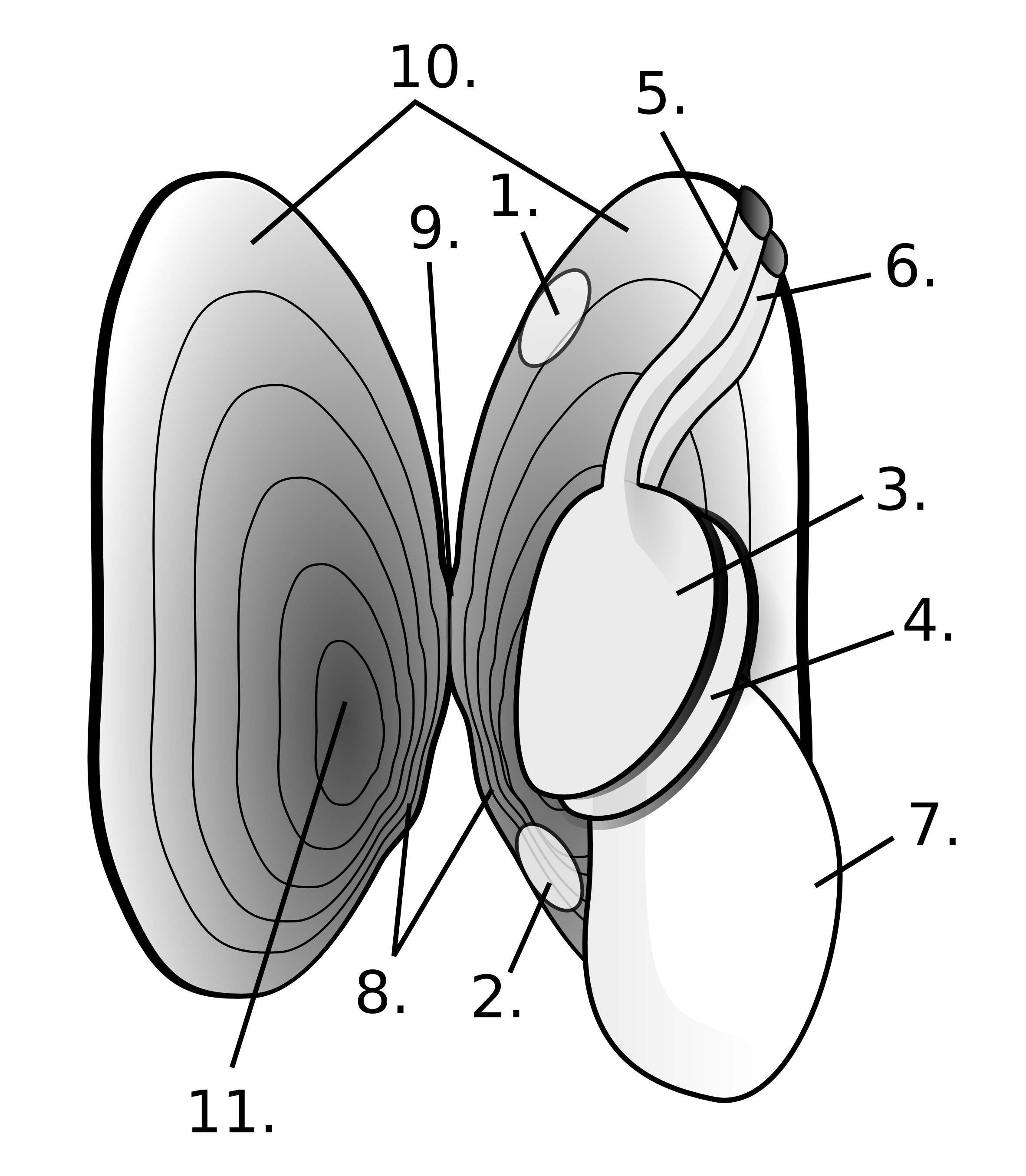
1. Bakre slutmuskel
2. Främre slutmuskel
3. Främre gälblad
4. Bakre gälblad
5. Utandningsrör
6. Inandningsrör
7. Fot
8. Låständer
9. Gångjärn
10. Mantel
11. Skalets tjockaste del (kallat umbo)

Flodpärlmusslan har ett hårt yttre skal med en mycket blank insida (mantel), som ibland kan upplevas ha färgskiftningar beroende på betraktningsvinkel, och en mjukdel. I yttre delen av mantelvävnaden produceras pärlsubstans. Det inre skalet blir allt kraftigare ju äldre musslan blir. Mantelvävnaden är det mest väsentliga för att pärlor ska kunna uppstå.
Musslans skal är bilateralt symmetriska och musslan saknar huvud. Skalet är kalkbaserat, tvådelat och fungerar som skydd mot andra djur. Skalen är på ryggsidan rörligt sammankopplade med något liknande ett gångjärn och har strax nedanför så kallade låständer vilket måste vara en evolutionär kvarleva eftersom de är för små för att fylla någon funktion, den inre av de två tänderna är mindre utvecklad än den yttre. Musslan hålls stängd med hjälp av två muskler som går från ena skalet till det andra i var sin ände av musslan.
På insidan av skalet sitter två mantelflikar som innesluter hela djuret. Flodpärlmusslan har fyra gälblad som ligger på insidan av mantelflikarna och bildar två blad på vardera sida av kroppen. Musslan har även en fot som går ut genom springan mellan skalen. Foten är vit och mycket stor (den kan bli lika stor som skalet då den sticker ut) och musslan kan använda den för att flytta sig korta sträckor, eller för att hålla sig fast till exempel mellan stenar. De inre organen sitter mellan foten och det övre skalet.
Flodpärlmusslans hela nervsystem består av tre nervknutor, känselorganen utgörs av hudflikar som sticker ut ur skalet.
Flodpärlmusslan förväxlas lätt med tjockskalig målarmussla.

## Fortplantning

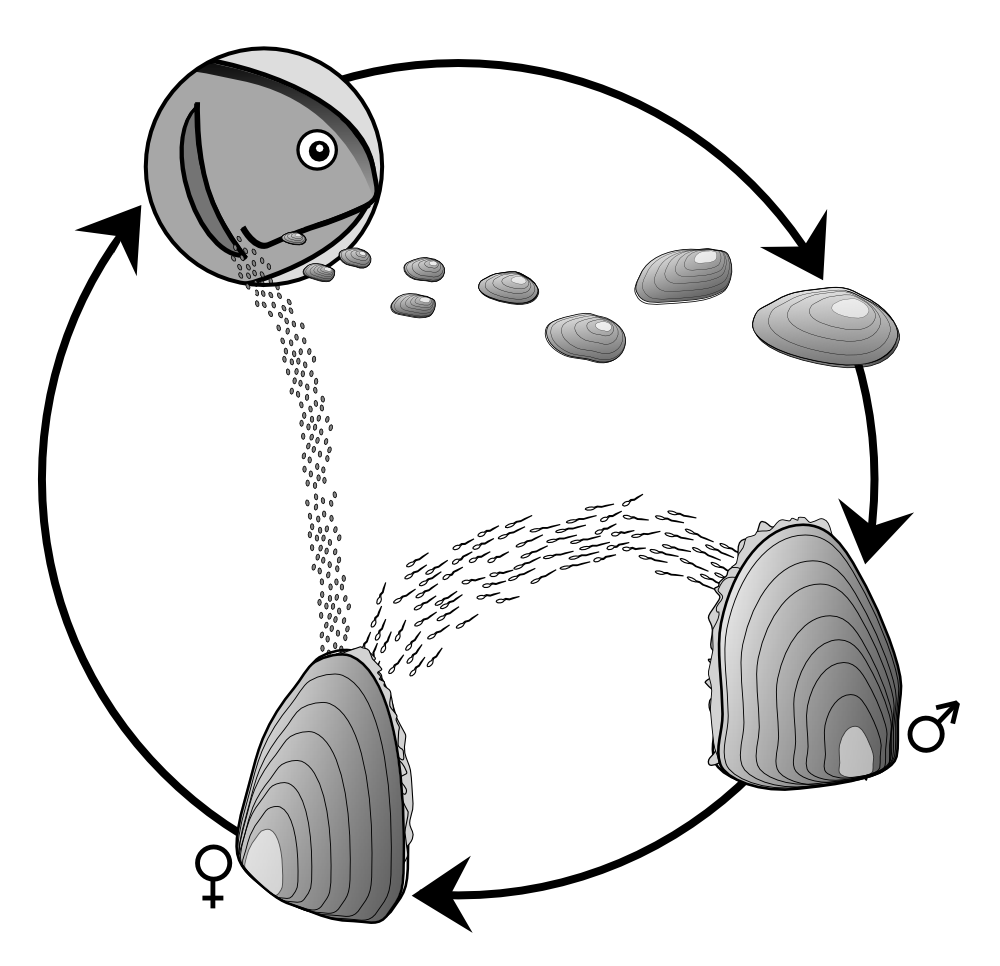
Flodpärlmusslans livscykel.

Flodpärlmusslan utövar könslig reproduktion, något den har gemensamt med många andra musslor (Bivalvia). Den når könsmognad vid 18–20 års ålder och fortplantar sig genom att hanarna (mellan juni och juli) sprutar ut sina spermier i vattnet som sedan följer med vattnet under inandningen in i honorna där de befruktar äggen. De befruktade äggen utvecklas sedan i fickor på honornas gälar under flera veckor och släpps fria någon gång mellan juli och september som små larver (kallade glochidielarver). Larverna är omkring 0,6–0,7 millimeter långa och liknar små musslor, men deras skal hålls isär tills de stöter på ett passande värddjur. Skalet slår då igen på djurets gälfilament där de drar näring från fiskens blodomlopp och växter till nästa vår.
Honorna sprutar ut mellan 1 och 4 miljoner glochidielarver plötsligt och mycket synkroniserat, under en period av 1 till 2 dagar. Det är mycket troligt att temperatur eller någon annan förändring i musslornas miljö indikerar för honorna när larverna kan släppas fria.
Det är mycket få larver som överlever, nästan alla larver sveps med av strömmen och dör, men några dras in i gälarna hos lax, öring eller nordamerikansk bäckröding. Larverna kan överleva utan värddjur i upp till 6 dagar, men de allra flesta (som klarar sig) stöter på sitt värddjur efter bara någon timme.
Då larverna nästa vår släpper taget om fiskens gälar måste de landa på en ren botten av sand eller grus för att överleva och fortsätta växa. Endast en på 100 miljoner lyckas etablera sig som en mussla. Fisken verkar inte ta skada av larven och att parasitera på dess gälar tillåter dem att kolonisera nya områden uppströms. Unga musslor är oftast gulaktiga och blir mörkare allt eftersom de växer. Musslorna växer mest under sommarhalvåret och bildar då årsringar i sitt skal, så att räkna dessa är det mest pålitliga sättet att bestämma en musslas ålder. Svenska forskare har visat att musslorna under sitt parasitiskt larvstadium påverkar värdfiskens beteende, så att den simmar längre och söker sig till miljöer där vuxna musslor har bäst chans att överleva och fortplanta sig.
För att försöka säkra artens överlevnad experimenteras det med artificiell befruktning, utplantering och omplacering av unga musslor. Ett alternativ är att omhänderta och ta hand om mycket unga individer i ett laboratorium, strax efter att de lämnar värdfiskarna, för att sedan inplantera dessa i friska lokaler.

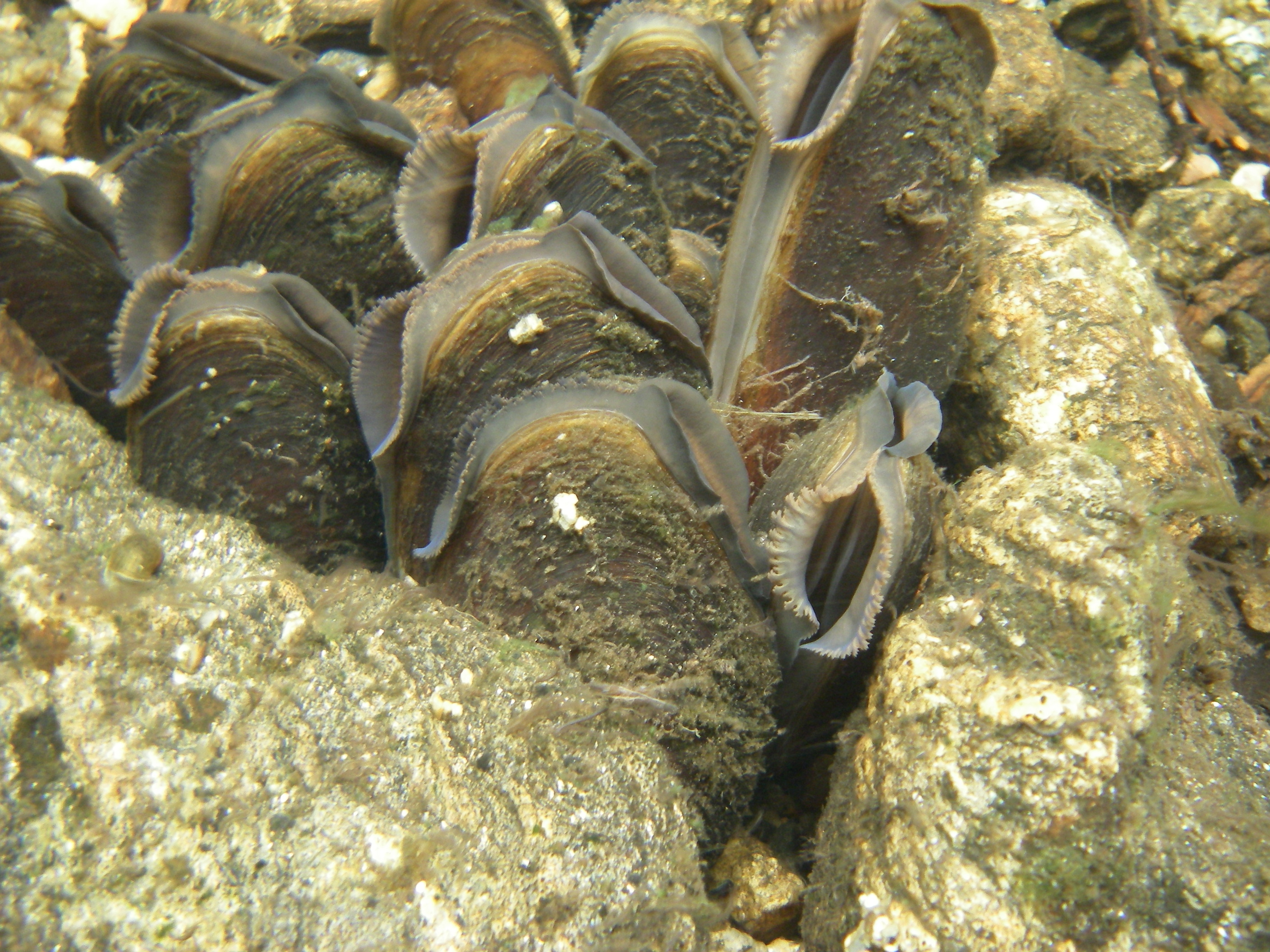
Litet kluster av flodpärlmusslor. Man ser tydligt in- och utströmningssifonerna.

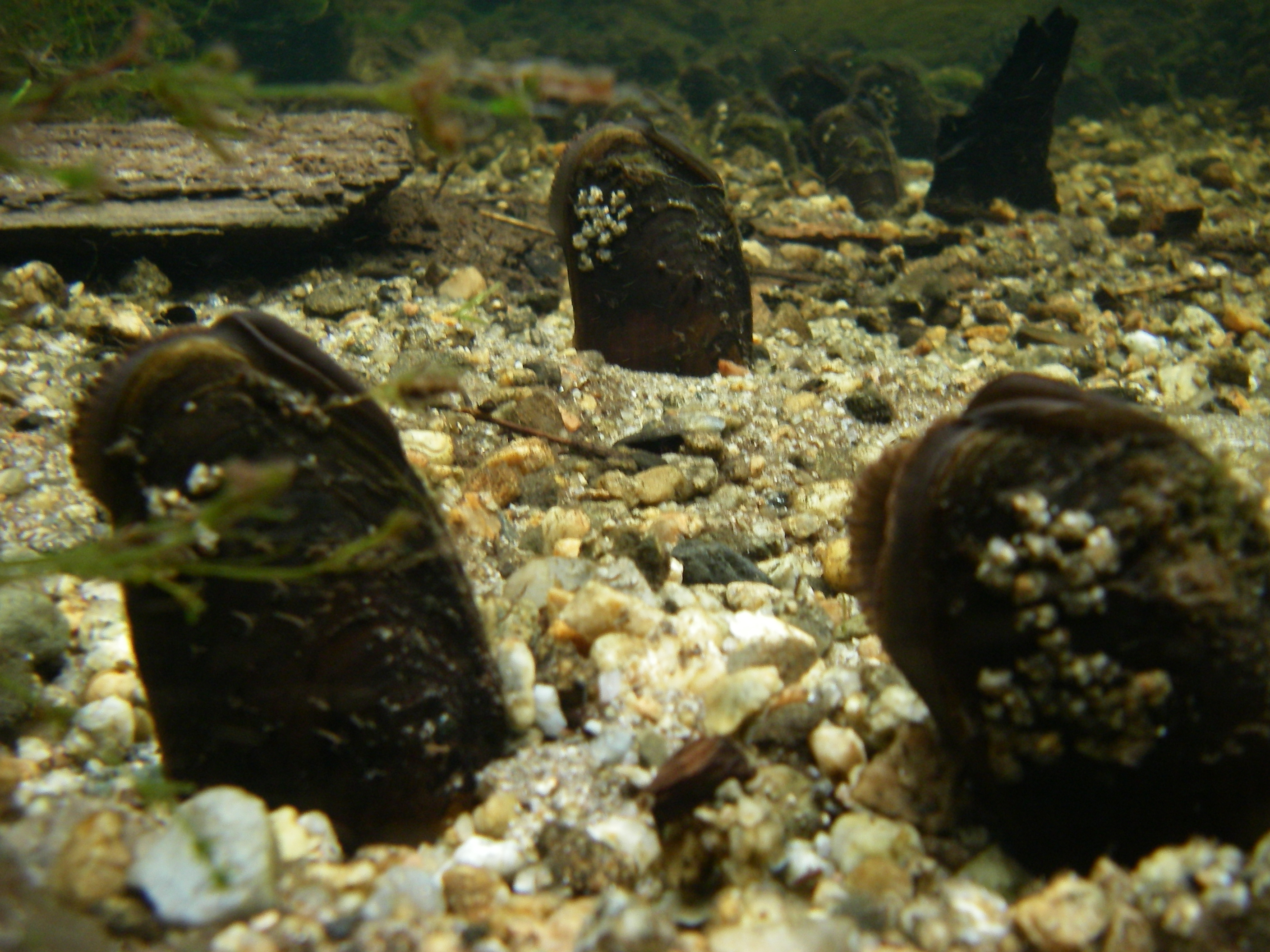
Flodpärlmusslor nedgrävda i sand.

## Ekologi
Långt liv och låg dödlighet hos vuxna individer kompenserar troligtvis glochidielarvens små möjligheter till överlevnad. Det finns ingen gemensam vetenskaplig kvot för hur en fungerande musselpopulation bör se ut när det gäller fördelning mellan ålder och storlek. Teoretiskt bör en fungerande population ha både långt liv och en relativt god föryngring, god föryngring kan indikeras om cirka 20 procent av populationen är under 20 år gammal. Under sådana förhållanden har det föreslagits att populationen bör kunna överleva en dödlighet på 10 procent per årtionde bland de vuxna individerna. Det finns dock mycket få vattendrag med sådan föryngring.
Eftersom musslornas fertillitet ökar med åldern bör populationer med många gamla musslor klara sig bra så länge det finns möjlighet till föryngring. Stora förändringar i populationen beror till stor del på pärlfiske, men även högre temperaturer, övergödning och ökningar i koncentrationen av nitratjoner kan påverka livslängden hos musslorna. Livslängden påverkas därför naturligt beroende på hur långt söderut lokalen befinner sig, med kortare livslängd ju längre söderut lokalen finns.
Flodpärlmusslans tillväxt är, som hos många andra arter, inte linjär, utan avtar allt eftersom hur gammal musslan blir. Det mest pålitliga sättet att bestämma en musslas ålder är att bryta upp den och räkna årsringarna i dess skal. Tyvärr så dödas då musslan. Det finns en alternativ metod, vilket är att kontrollera medelåldern för musslor av en viss längd. Detta ger ett ungefärligt värde på musslans ålder.
Glochidielarvernas värdfiskar blir successivt resistenta mot parasiterande larver. Fiskar mellan 0 och 3 år är de mest passande värdarna. Äldre fiskar kan bli mindre mottagliga för glochidielarver av flera anledningar, bland annat att större fiskar föredrar djupare vatten där musslorna inte trivs, men även att de kan utveckla en immunitet efter tidigare infektioner.

## Status

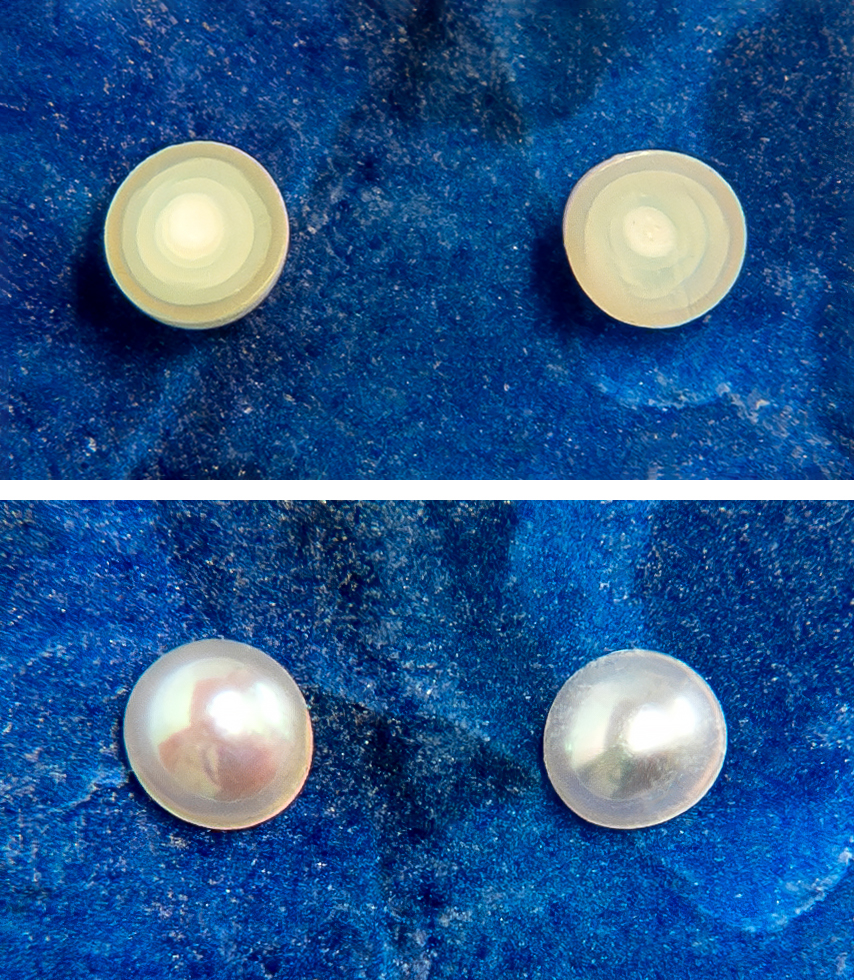
Två itusågade naturliga flodpärlor, cirka 2,5-3 mm i diameter. Tillväxtlagren är väl synliga.

Flodpärlmusslan har levt i livskraftiga bestånd på jorden i 80 miljoner år och det är bara under de senaste 100 åren som de har minskat. I många länder har den helt försvunnit eller är på tillbakagång. Ofta hittas bestånd som är på väg att dö, det vill säga bestånd utan föryngring. Undersökningar visar en dramatisk nedgång i beståndet av flodpärlmussla i hela dess utbredningsområde. En nedgång på 95–100 procent är beräknad för södra och centrala Europa. Stora populationer hittas nu bara i totalt cirka 50 vattendrag i Kanada, nordvästra Ryssland, och nordöstra Skandinavien. Endast en handfull lokaler återfinns i Bayern, Tjeckien och Österrike.
I Sverige har flodpärlmusslan försvunnit från ungefär en tredjedel av de vattendrag de tidigare levde i och det kan vara människan som ligger bakom dess kraftiga nedgång. Pärlfisket är en del av det svenska kulturarvet och det finns dokument som beskriver vattendrag som helt tömts på flodpärlmussla. Även om flodpärlmusslans status är svag kan populationer i ideala miljöer vara mycket stora. I Sverige finns de största, fortfarande reproduktiva populationerna i Norrland och extremt sydost, medan de är nästan helt försvunna i resten av södra och mellersta Sveriges jordbruksområden.
Flodpärlmusslan förekom tidigare i hela Finland, men dess förekomst är idag begränsad till vissa områden, främst i norra Finland. Arten förekommer också i vissa vattendrag i västra och södra Finland.
Flodpärlmusslan är fridlyst i EU under ”EU Habitats and Species Directive”. Den finns även upptagen på Artdatabankens Rödlista. I 2005 års rödlista angavs arten som sårbar (VU). För att försöka rädda arten i Sverige har ett åtgärdsprogram tagits fram av Naturvårdsverket. År 2010 och i 2015 års rödlistning anges arten som starkt hotad.
Den lilla lokala populationen på Irland, vilken ibland kategoriseras som underarten M. m durrovensis, är än mer hotad och klassas från och med 1996 som akut hotad (CR).

### Hot
Historiskt har pärlfiske varit det största hotet men sedan fisket förbjöds 1994 utgörs hoten av andra mänskliga faktorer. Idag är det framför allt skogsbruk, hot mot värdfisken öring och försurningen som utgör de stora hoten.
Skogsbruket påverkar vattendraget genom att slamma igen uppväxtbottnar med finsediment. Igenslamningen gör att de unga musslorna kvävs. Den ökade partikeltransporten kommer av att skogsbruket dikar, markbereder och kör i eller nära vattendraget. Själva kalavverkningen orsakar även den en ökad partikeltransport. Det är därför viktigt att beväxta skyddszoner finns mot vattendraget och att diken har översilningsområden där partiklar kan fastna.
Värdfisken öring hotas även den av igenslamning av lekbottnar vilket ökar dödligheten hos ägg och yngel. Öring hotas även av de dammar som används vid elproduktion. Dessa utgör tillsammans med fel lagda vägtrummor vandringshinder vilket fragmenterar livsmiljön och splittrar populationer. Öringen är även mycket känslig för försurning.
Under flottningsepoken rensades vattendragen på sten och ofta vallades vattendraget in för att förenkla flottningen. Stenar i vattendrag utgör levnadssubstrat för mikroorganismer, insekter, maskar och snäckor. I och med att stenarna har tagits upp ur vattendraget minskar även ytan för dessa organismer att leva på vilket gör att både antalet arter och individer minskar. Effekten för öringen blev att det blev ont om föda och fiskynglen fick ont om gömställen. Dessutom förstörde rensningarna öringens lekbottnar vilket gjorde att reproduktionen stördes. De sammantagna effekterna är att flera av musslorna får ont om värdfiskar. Trots att rensningarna genomfördes för mellan femtio och 150 år sedan består skadorna än idag.

## Vattenkvalitet

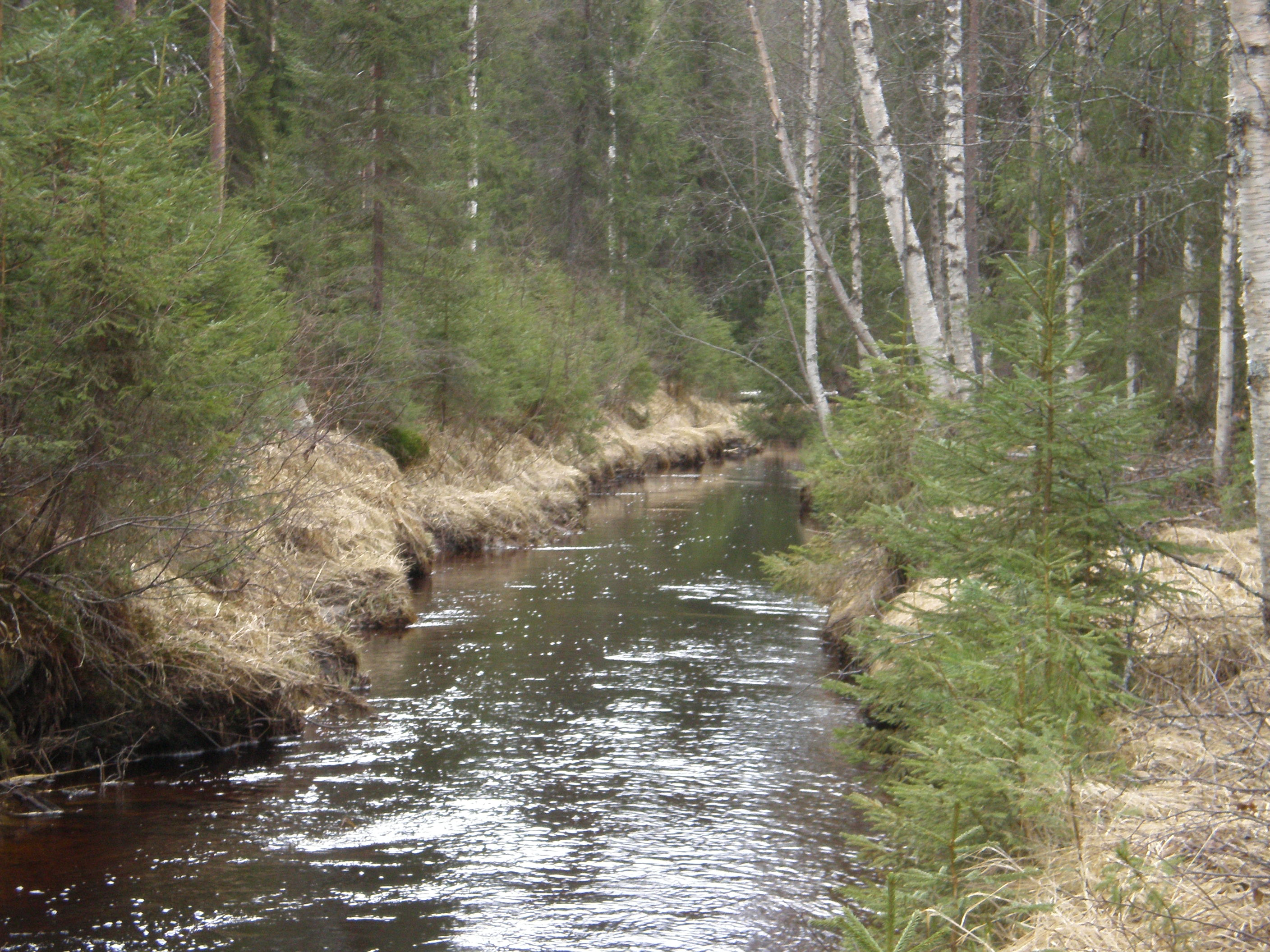
Flodpärlmusslan lever i klara, rinnande vatten.

Vattenkvalitet är ett ämne som diskuteras flitigt vad gäller flodpärlmusslans miljö. Det är allmänt accepterat att musslorna föredrar oligotrofa vattendrag med pH 7,5 eller lägre och med allmänt låg konduktivitet.
Musslorna är som mest känsliga för mänsklig påverkan, eller habitatdegradering, då de lämnar värdfiskarna och skall etablera sig på botten av vattendraget. Även små mängder föroreningar i vattnet kan räcka för att förhindra denna övergång mellan två stadier. Detta kan i sin tur medföra att föryngringen helt avstannar. Unga musslor är dessutom mycket känsligare än gamla. Övergödning kan alltså förhindra fortplantningen helt eller delvis, vilket leder till att endast de gamla musslorna överlever.
Det så kallade BOD-värdet (Biochemical Oxygen Demand) är kritiskt för M. margaritifiera. BOD är mått på hur mycket biologiskt nedbrytbar substans det finns i vatten. Det har observerats att äldre musslors dödlighet har ett samband med koncentrationen nitratjoner och att ökad BOD, samt ökade halter av fosfater och kalcium har negativ inverkan på musslornas genomsnittliga levnadstid och föryngring.
Forskning har visat att koncentrationen nitratjoner i vattendraget inte får överstiga 1,0 mg/dm³ (fast värden kring 1,5 har registrerats i vissa vattendrag). Fosfater bör inte ha högre koncentration än 0,03 mg/dm³ och konduktiviteten bör inte överstiga 100 µS/cm, fast högre värden, kring 120 µS/cm kan vara naturligt i områden med mycket kalksten.
BOD och mängden syre löst i vattnet är alltså otvivelaktigt mycket viktigt för flodpärlmusslans överlevnad. Detta mäts idag genom att ta ett vattenprov (som en pelare från ytan ända ner till botten). Denna mätning gäller dock endast för de vuxna musslornas livsförutsättningar, mycket lite forskning finns kring yngre musslors och glochidielarvers krav på vattenkvalitet.

## Inventering

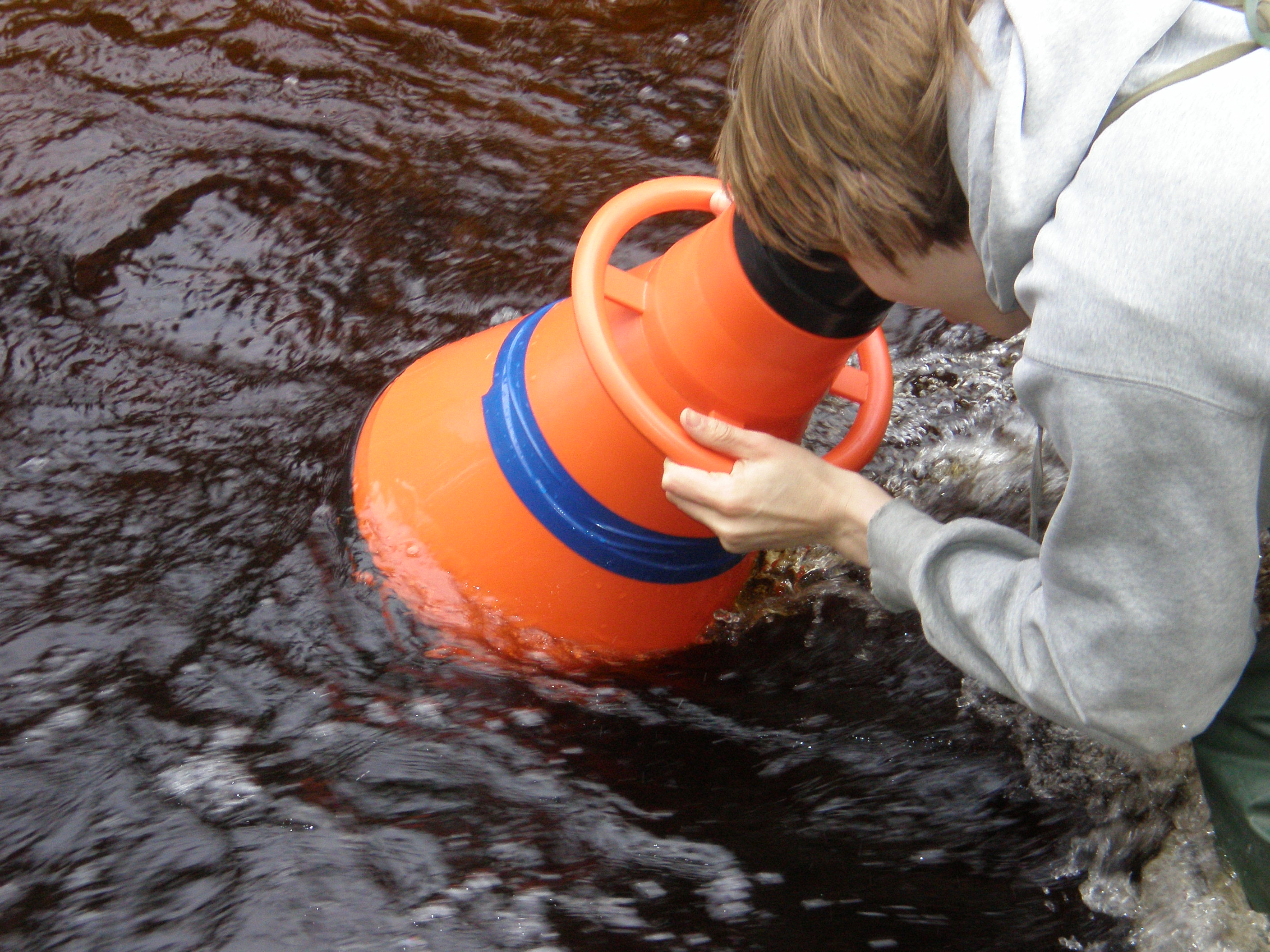
Inventering av flodpärlmussla.

Under en inventering är det viktigt att inte vara medveten om vad man kommer att finna i olika områden. Man förbereder sig generellt genom att dela upp hela vattendraget man skall inventera i ett antal lokaler (vanligt är att dessa är 15 meter långa). Sedan slumpar man ut ett bestämt antal av dessa lokaler, vilka sedan blir de man undersöker.
Lokalerna märks sedan ut på en karta, eller på en GPS. Under själva inventeringen går man systematiskt mot strömmen och tittar ner i vattnet (med till exempel en vattenkikare) och räknar alla de musslor man ser. Då man sedan har räknat alla musslor på den utsatta sträckan letar man upp ett antal musslor vid sidan av lokalen, för att mäta längd, bredd och höjd på musslorna. Det är också viktigt att mäta lokalens bredd, detta gör man genom att mäta bredden på flera punkter och räkna ut ett medelvärde.
Efter att alla musslor är räknade måste man beräkna ett ungefärligt värde på hur många musslor det egentligen finns. Detta gör man genom att först beräkna hur många musslor det finns per kvadratmeter. Sedan beräknar man den totala arean för vattendraget (den del som är av intresse) och multiplicerar detta med antalet musslor per kvadratmeter.